# Garaeus ferrugata
Garaeus ferrugata là một loài bướm đêm trong họ Geometridae.